# 岩波哲男
岩波哲男（いわなみ　てつお、1932年6月25日－2017年3月12日）は、日本の哲学者。早稲田大学名誉教授。

## 来歴
東京生まれ。早稲田大学文学部卒業、同大学大学院中退。早大文学部教授。1982年「ヘーゲル宗教哲学の研究 ヘーゲルとキリスト教」で早大文学博士。99年定年退任、名誉教授。

## 著書
- ヘーゲル宗教哲学の研究 ヘーゲルとキリスト教 創文社 1984.2
- 旅人の思索 現代キリスト教思想の根底にあるものを求めて 早稲田大学出版部, 1991.5
- ニヒリズム 理想社 2005-06
- インタビューによる早稲田大学基督教青年会百年側面史（編）早大キリスト教青年会側面史刊行会 1986.10

## 翻訳
- イエスの死と復活 ルカ福音書による ゴルヴィツァー 岡本不二夫共訳 新教出版社 1962 (新教新書)
- サルトル /ヴァルター・ビーメル 理想社 1967 (ロ・ロ・ロ・モノグラフィー叢書)
- ローマ書講解 カール・バルト(小川圭治共訳) 世界の大思想 河出書房 1968 のち平凡社ライブラリー
- 理性 現代的信仰の諸相 ゲルト・オットー 新教出版社 1971 (現代神学の焦点)
- 十九世紀のプロテスタント神学 上 小樋井滋,佐藤敏夫,高尾利数共訳 カール・バルト著作集 11 新教出版社 1971.1
- 近代形而上学の神 W.シュルツ 早稲田大学出版部 1973
- 意志と表象としての世界 続編 1 塩屋竹男、飯島宗享共訳 ショーペンハウアー全集 5-6 白水社 1973
- ヘーゲルの宗教哲学 W.イェシュケ 早稲田大学出版部 1990.12
- イエスの生涯 1-2 D.F.シュトラウス 教文館 1996 (近代キリスト教思想双書)
- 明治キリスト教の一断面 宣教師シュピンナーの『滞日日記』 シュピンナー 岡本不二夫共訳 教文館 1998.1
- 啓蒙主義から実証主義に至るまでの自然科学の歴史意識 ディートリヒ・フォン・エンゲルハルト 理想社 2003.5

## 参考
- 岩波哲男教授略歴・主要業績「フィロソフィア」1999